# 일본의 구황족
일본의 구황족(일본어: 旧皇族)은 1947년에 일본국 헌법이 시행됨에 따라 황적을 이탈한 11개의 궁가(宮家)들을 지칭한다. 26명의 남성 자손들을 비롯하여 총 51명의 황족들이 신적강하의 대상이 되었다. 이들은 황족의 특권을 잃는 대신 성씨와 선거권을 포함해 평민으로서의 신분과 권리가 새로 주어졌다. 이후 구황족들은 국영친목회(菊栄親睦会)라는 단체를 결성하여 현재까지 그 맥을 유지하고 있다. 최근에는 일본 황실에서 오랫동안 남자 아이가 태어나지 않자, 구황족들을 다시 황족으로 복귀시켜야 한다는 주장이 대두된 적도 있다.

## 신적강하
신적강하(臣籍降下)란 원래 일본 황족이 특정한 사유가 있을 경우 평민의 신분이 되는 것을 뜻하지만, 주로 1947년에 대부분의 황족 가문들이 동시에 황적을 이탈한 것을 지칭한다. 1945년에 제2차 세계대전에서 패배한 일본은 새로 일본국 헌법을 제정하면서, 만민평등의 원칙에 따라 화족을 비롯한 기존의 귀족 계급을 타파하고자 하였다. 당시 새 헌법을 제정하는 과정에서 또 하나의 문제점이 부각되었는데, 당시 일본은 재정난에 허덕이고 있었기 때문에, 방대한 황실을 운영하기가 부담스럽다는 점이었다. 히가시쿠니 나루히코의 경우엔 자청해서 황적을 이탈하겠다고 언론에 밝히면서 다른 황족들도 동참하기 바란다고 발언했다. 이에 궁내청은 당황하여 이를 부정하는 성명을 냈으며, 여러 황족들도 반발하였다. 그러나 결국엔 현실적인 문제들이 겹치면서 다이쇼 천황의 직계 자손을 제외한 방계 황족 가문 총 11개의 궁가들이 신적강하의 대상이 되었다.

## 구황족 궁가
구황족 가문들은 대부분 19세기 이후에 개창되었지만, 그 뿌리를 거슬러 올라가면 14세기부터 시작되었다. 여러 궁가들은 원래 천황의 직계자손이 끊길 경우 후계를 잇기 위한 방편으로 이용되었다. 구황족이라는 명칭은 일반적으로 1947년의 신적강하로 평민이 된 11개의 방계 황족 가문들을 의미한다.

### 후시미노미야

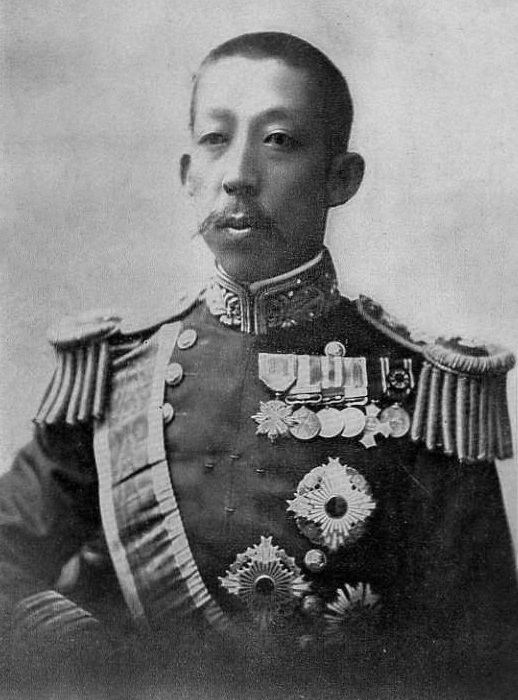
23대 당주 후시미노미야 히로야스

후시미노미야(伏見宮)는 가쓰라노미야(桂宮), 아리스가와노미야(有栖川宮), 그리고 간인노미야(閑院宮)와 더불어 4대 세습친왕가(世襲親王家) 중 하나이다. 이들은 왕 대신 친왕(親王)의 호칭을 사용하고 황위 계승권에서도 우선권을 가졌으며, 현재의 일본 황실도 후시미노미야의 계통이다.

#### 역사
난보쿠초 시대에 북조 스코 천황의 제1황자는 아시카가 요시미쓰의 반대로 황위를 계승하지 못하고, 대신 후시미노미야를 개창하였다. 이후 3대 당주 사다후사의 아들이 고하나조노 천황으로 즉위하는 등, 천황을 배출하기도 하며 황실과 밀접한 관계를 계속 유지해 나갔다. 메이지 유신 이후의 각종 황실 궁가들은 대부분 후시미노미야 가문의 계통이다.
23대 당주 히로야스는 러일 전쟁 당시 일본 제국의 장군으로 출전하기도 하였다. 마지막 당주인 히로아키왕은 쇼와 22년(1947년)의 신적강하로 황적을 이탈한 뒤, 후시미씨를 자칭한다.

#### 역대 당주
|    | 이름                               | 출생 | 당주 취임 | 은퇴 | 사망 | 비고                                              |
| -- | ---------------------------------- | ---- | --------- | ---- | ---- | ------------------------------------------------- |
| 1  | 후시미노미야 요시히토(伏見宮 栄仁) | 1351 | 1409      | .    | 1416 | 북조 스코 천황의 제1황자                          |
| 2  | 후시미노미야 하루히토(伏見宮 治仁) | 1370 | 1416      | .    | 1417 |                                                   |
| 3  | 후시미노미야 사다후사(伏見宮 貞成) | 1372 | 1425      | 1447 | 1456 | 고하나조노 천황의 부친                            |
| 4  | 후시미노미야 사다쓰네(伏見宮 貞常) | 1426 | 1456      | .    | 1474 |                                                   |
| 5  | 후시미노미야 구니다케(伏見宮邦高)  | 1456 | 1474      | 1516 | 1532 |                                                   |
| 6  | 후시미노미야 사다아쓰(伏見宮 貞敦) | 1488 | 1504      | 1545 | 1572 |                                                   |
| 7  | 후시미노미야 구니스케(伏見宮 邦輔) | 1513 | 1531      | .    | 1563 |                                                   |
| 8  | 후시미노미야 사다야스(伏見宮 貞康) | 1547 | 1563      | .    | 1568 |                                                   |
| 9  | 후시미노미야 구니노부(伏見宮 邦房) | 1566 | 1575      | .    | 1622 |                                                   |
| 10 | 후시미노미야 사다키요(伏見宮 貞清) | 1596 | 1605      | .    | 1654 |                                                   |
| 11 | 후시미노미야 구니나리(伏見宮 邦尚) | 1615 | 1626      | .    | 1654 |                                                   |
| 12 | 후시미노미야 구니미치(伏見宮 邦道) | 1641 | 1649      | .    | 1654 |                                                   |
| 13 | 후시미노미야 사다유키(伏見宮 貞致) | 1632 | 1660      | .    | 1694 |                                                   |
| 14 | 후시미노미야 구니나가(伏見宮 邦永) | 1676 | 1695      | .    | 1726 |                                                   |
| 15 | 후시미노미야 사다타케(伏見宮 貞建) | 1701 | 1715      | .    | 1754 |                                                   |
| 16 | 후시미노미야 구니타다(伏見宮 邦忠) | 1732 | 1743      | 1754 | 1759 |                                                   |
| 17 | 후시미노미야 사다모치(伏見宮 貞行) | 1760 | 1763      | .    | 1772 | 모모조노 천황의 아들                              |
| 18 | 후시미노미야 구니요리(伏見宮 邦頼) | 1733 | 1774      | .    | 1802 |                                                   |
| 19 | 후시미노미야 사다요시(伏見宮 貞敬) | 1776 | 1797      | .    | 1841 |                                                   |
| 20 | 후시미노미야 구니이에(伏見宮 邦家) | 1802 | 1817      | .    | 1872 | 이 대부터 각종 궁가들이 파생되었다.               |
| 21 | 후시미노미야 사다노리(伏見宮 貞教) | 1836 | 1848      | .    | 1862 |                                                   |
| 22 | 후시미노미야 사다나루(伏見宮 貞愛) | 1858 | 1862      | .    | 1923 |                                                   |
| 23 | 후시미노미야 히로야스(伏見宮 博恭) | 1875 | 1923      | .    | 1946 | 일본제국 해군 장군으로 러일전쟁 참전, 부상을 입음 |
| 24 | 후시미노미야 히로아키(伏見宮 博明) | 1932 | 1946      | 1947 | .    | 히로야스의 손자, 현재 당주                        |

#### 신적강하 대상
후시미노미야는 당주를 포함해 4명이 황적을 이탈하였다.
- 후시미 히로아키(伏見博明) : 24대 당주로, 당시 15세였다. 훗날 모빌석유에 근무한다.
- 후시미 아사코(伏見朝子) : 당주의 모친
- 후시미 미쓰코(伏見光子) : 당주의 여동생
- 후시미 아키코(伏見章子) : 당주의 여동생

### 간인노미야

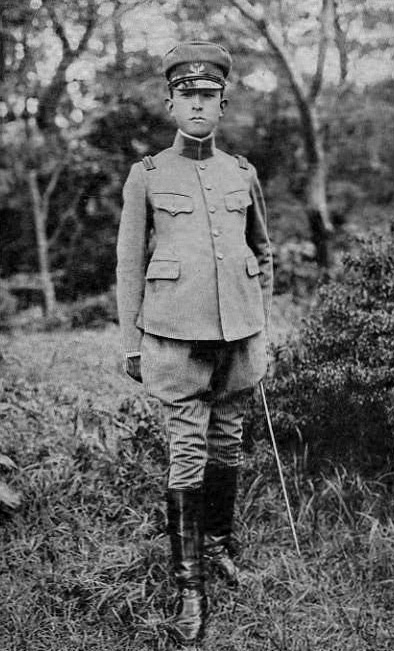
마지막 당주 간인노미야 하루히토

간인노미야(閑院宮)는 4대 세습친왕가의 하나로, 에도 시대 중기에 히가시야마 천황의 나오히토(直仁) 황자가 창설하였다.

#### 역사
일본의 조정에서는 황위 계승자 이외의 황자들의 경우 모두 출가하는 것이 관례였다. 그런데 1654년에 고코묘 천황이 22세의 젊은 나이로 사망하자 천황과 가까운 황족 남성들이 모두 출가해 있던 상황이었으므로, 그 후계 문제가 대두되었다. 당시까지는 일단 출가한 황족이 환속한 전례가 없었으므로, 에도 막부의 쇼군 도쿠가와 이에노부에게까지 건의가 올라오기도 했다. 결국 우여곡절 끝에 하나마치노미야(花町宮)의 황자가 고사이 천황으로 즉위하였으나, 이와 같은 문제를 염려한 히가시야마 천황이 이런 경우 황위를 계승할 수 있도록 아들 나오히토로 하여금 세습친왕가를 하나 더 개창하도록 하였다.

#### 역대 당주
|   | 이름                             | 출생 | 당주 취임 | 은퇴 | 사망 | 비고                                       |
| - | -------------------------------- | ---- | --------- | ---- | ---- | ------------------------------------------ |
| 1 | 간인노미야 나오히토(閑院宮 直仁) | 1704 | 1718      | .    | 1753 |                                            |
| 2 | 간인노미야 스케히토(閑院宮 典仁) | 1733 | 1753      | .    | 1794 |                                            |
| 3 | 간인노미야 하루히토(閑院宮 美仁) | 1768 | 1794      | .    | 1818 |                                            |
| 4 | 간인노미야 다쓰히토(閑院宮 孝仁) | 1792 | 1818      | .    | 1824 |                                            |
| 5 | 간인노미야 나루히토(閑院宮 愛仁) | 1818 | 1828      | .    | 1842 |                                            |
| 6 | 간인노미야 고토히토(閑院宮 載仁) | 1865 | 1872      | .    | 1945 |                                            |
| 7 | 간인노미야 하루히토(閑院宮 春仁) | 1902 | 1945      | 1947 | 1988 | 일본 육군 기병 소위 출신. 최종계급은 소장. |

#### 신적강하 대상
간인노미야에서는 당주 부부가 황적을 이탈하였다. 간인노미야는 1988년에 단절되었다.
- 간인 스미히토(閑院純仁)[11] : 7대 당주
- 간인 나오코(閑院直子)

### 야마시나노미야

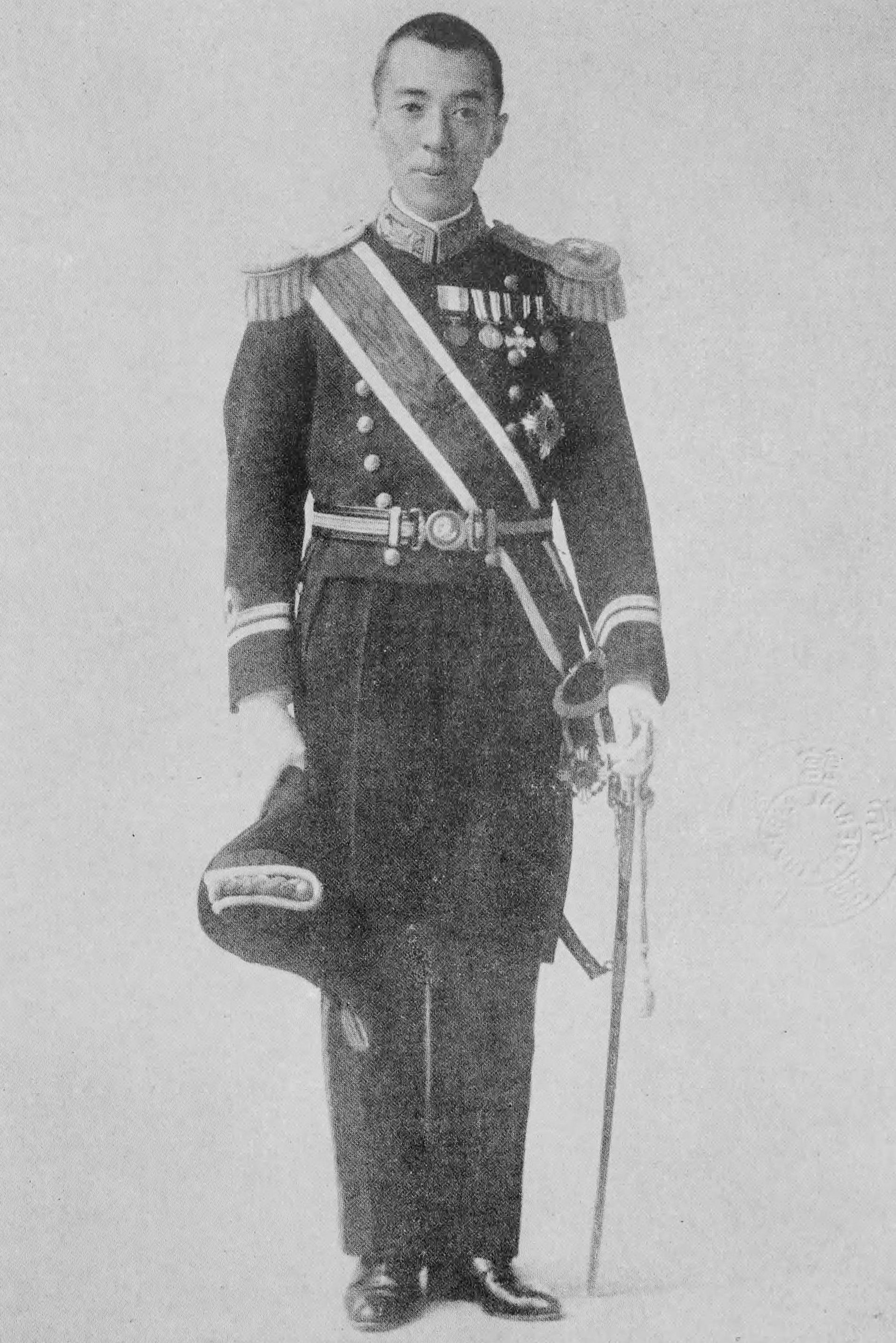
마지막 당주 야마시나노미야 다케히코

야마시나노미야(山階宮)는 에도시대 말엽, 후시미노미야의 왕자 아키라(晃) 친왕이 창설하였다.

#### 역사
후시미노미야의 20대 당주 후시미노미야 구니이에의 아들 후시미노미야 아키라는 1824년에 출가하였으나 황족으로써 잇따른 불상사를 일으켜 제적되었다. 그러다 도쿠가와 요시노부 등이 환속시켜 줄 것을 권유하자, 환속하는 대신 야마시나노미야의 궁호를 받게 되었다. 이후 막말 정계에서 활약하였다. 메이지 유신 이후의 황족들은 대체적으로 서양 왕족들의 예를 따라 군인이 되었는데, 그는 드물게 문관직에 올라 활동하기도 했다.

#### 역대 당주
|   | 이름                                 | 출생 | 당주 취임 | 은퇴 | 사망 | 비고                              |
| - | ------------------------------------ | ---- | --------- | ---- | ---- | --------------------------------- |
| 1 | 야마시나노미야 아키라(山階宮 晃親)   | 1816 | 1864      | .    | 1898 |                                   |
| 2 | 야마시나노미야 기쿠마로(山階宮 菊麿) | 1873 | 1898      | .    | 1908 |                                   |
| 3 | 야마시나노미야 다케히코(山階宮 武彦) | 1898 | 1908      | 1947 | 1987 | 황족 중 최초로 해군 항공대에 소속 |

#### 신적강하 대상
야마시나노미야는 당주 1명만 황적을 이탈하였다.
- 야마시나 다케히코(山階武彦) : 3대 당주. 1987년에 사망함으로써, 가문이 직계 기준으로는 단절되었다.

### 기타시라카와노미야

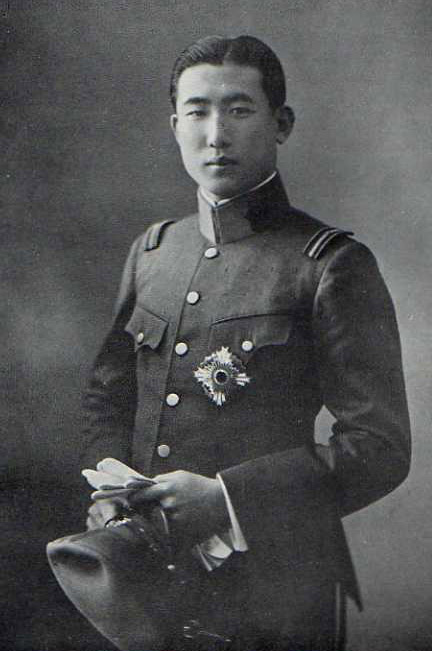
4대 당주 기타시라카와노미야 나가히사. 일본제국 육군 소좌 역임

기타시라카와노미야(北白川宮)는 메이지 시대 초기에 후시미노미야의 사토나리(智成)친왕이 창설하였다.

#### 역사
후시미노미야 구니이에 친왕의 13남 사토나리는 1866년에 중이 되었으나, 메이지 유신 직후인 1868년에 다시 환속한 뒤 기타시라카와노미야를 창설하였다. 이후 5대 당주인 미치히사의 대에 이르러 황적을 이탈하였는데, 당시 미성년자였기 때문에 범(汎)황족 궁가의 당주들 가운데 유일한 민간인 당주였다. 미치히사의 신적강하 이후 사망 당시까지도 건실하게 가문의 명맥을 유지하고 있었는데, 특히 미치히사의 여동생 하쓰코(肇子)는 당시 황태자였던 아키히토의 부인 후보에 올랐으며, 미치히사의 장녀도 나루히토 당시 황태자의 유력한 부인 후보로 오른 적이 있다. 5대 당주 미치하사가 자녀를 딸만 두었을 뿐만 아니라 2018년 10월 20일 급성 폐렴으로 사망하면서 궁가가 단절됐다.

#### 역대 당주
|   | 이름                                       | 출생 | 당주 취임 | 은퇴 | 사망 | 비고          |
| - | ------------------------------------------ | ---- | --------- | ---- | ---- | ------------- |
| 1 | 기타시라카와노미야 사토나리(北白川宮 智成) | 1856 | 1870      | .    | 1872 |               |
| 2 | 기타시라카와노미야 요시히사(北白川宮 能久) | 1847 | 1872      | .    | 1895 | 사토나리의 형 |
| 3 | 기타시라카와노미야 나루히사(北白川宮 成久) | 1887 | 1895      | .    | 1923 |               |
| 4 | 기타시라카와노미야 나가히사(北白川宮 永久) | 1910 | 1923      | .    | 1940 |               |
| 5 | 기타시라카와노미야 미치히사(北白川宮 道久) | 1937 | 1940      | 1947 | 2018 |               |

#### 신적강하 대상
기타시라카와노미야는 당주 포함 4명이 황적을 이탈하였다.
- 기타시라카와 미치히사(北白川道久) : 5대 당주. 황적 이탈 당시 10세. 2018년 10월 20일 급성 폐렴으로 사망하였다.
- 기타시라카와 후사코(北白川房子)
- 기타시라카와 사치코(北白川祥子)
- 기타시라카와 하쓰코(北白川肇子)

### 구니노미야

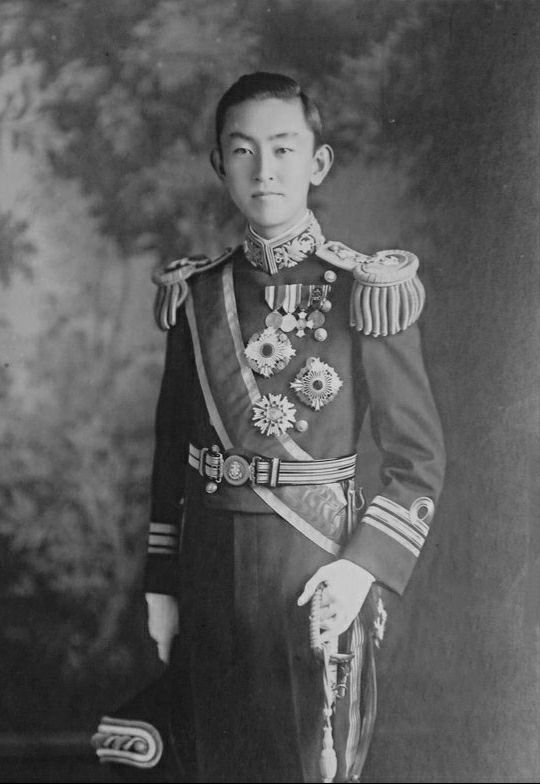
3대 당주 구니노미야 아사키라. 신적강하 이후 향수 사업에 손 대기도 하였지만, 실패하였다

구니노미야(久邇宮)는 메이지 시대 전기에 후시미노미야의 아사히코(朝彦)왕자가 창설하였다.

#### 역사
후시미노미야 구니이에 친왕의 4남 아사히코는 원래 출가하였으나 1863년에 환속하였다. 원래 나카가와노미야(中川宮)이라는 궁호를 받았으나, 1875년에 구니노미야으로 바꾸었다. 그가 남긴 저작으로는 에도 막부 말기와 메이지 유신 사이의 격동기를 생생히 증언한 『아사히코친왕일기』(朝彦親王日記)가 있다. 3대 당주 아사키라는 해군사관학교를 졸업하고 제2차 세계 대전 말엽 해군 중장까지 승진하였다. 신적강하 이후에는 향수 등 여러 사업에 손을 댔으나, 결과는 좋지 않았다.

#### 역대 당주
|   | 이름                             | 출생 | 당주 취임 | 은퇴 | 사망 | 비고                   |
| - | -------------------------------- | ---- | --------- | ---- | ---- | ---------------------- |
| 1 | 구니노미야 아사히코(久邇宮 朝彦) | 1824 | 1863      | .    | 1891 | 1871년에 친왕으로 승격 |
| 2 | 구니노미야 구니요시(久邇宮 邦彦) | 1873 | 1891      | .    | 1929 | 고준 황후의 부친       |
| 3 | 구니노미야 아사키라(久邇宮 朝融) | 1901 | 1929      | 1947 | 1959 |                        |
| 4 | 구니 구니아키(久邇 邦昭)         | 1929 | 1959      | .    | .    |                        |

#### 신적강하 대상
구니노미야는 당주를 포함해 총 10명이 황적을 이탈하였다. 고준 황후를 배출한 가문이었으나, 예외는 없었다. 가장 많은 수의 황족이 이탈당한 가문이기도 하다.
- 구니 아사아키라(久邇朝融) : 3대 당주
- 구니 구니아키(久邇邦昭) : 일본 해군사관학교 재학 중이었다.
- 구니 아사다케(久邇朝建)
- 구니 아사히로(久邇朝宏)
- 구니 지카코(久邇俔子)
- 구니 시즈코(久邇静子)
- 구니 아사코(久邇朝子)
- 구니 미치코(久邇通子)
- 구니 에이코(久邇英子)
- 구니 노리코(久邇典子)

### 나시모토노미야

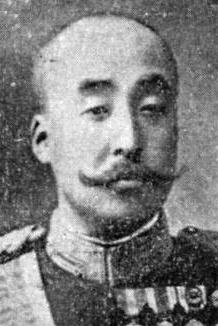
나시모토노미야 모리마사. 딸 마사코는 조선의 왕세자 이은과 혼인한 뒤 이방자로 개명하였다

나시모토노미야(梨本宮)는 후시미노미야 사다유키(貞敬)왕자가 창설한 가문이다.

#### 역사
후시미궁의 19대 당주 사다요시의 9남이자 후시미노미야 쿠니이에의 동생인 사다유키 왕자는 출가하여 원만원(円満院)이라는 사찰에 들어갔다. 그러다 메이지 원년인 1868년에 환속하여 미정궁(梶井宮)을 개창했다가, 1871년에 나시모토궁으로 개명하였다. 그러나 후사 없이 사망하자, 야마시나궁 출신의 키쿠마로가 잠시 양자로 들어와 당주직을 맡기도 하였다. 이후 쿠니궁의 아사히코의 4남이 가문을 계승하니, 이가 바로 나시모토노미야 모리마사이다.
나시모토노미야 모리마사에게는 딸만 둘 있었는데, 당시 황태자였던 히로히토의 유력 후보였던 장녀 마사코는 조선의 이은 왕세자와 정략 결혼하게 되었다. 나시모토노미야 모리마사는 일본 육군 원수를 역임했는데, 제2차 세계대전 이후 황족 중에서는 유일하게 전범으로 기소되어 재판받기도 했다. 신적강하 이후에는 잇따른 도난 사고가 발생하여, 재산의 대부분을 잃어버리기도 했다.

#### 역대 당주
|   | 이름                                 | 출생 | 당주 취임 | 은퇴 | 사망 | 비고                                                     |
| - | ------------------------------------ | ---- | --------- | ---- | ---- | -------------------------------------------------------- |
| 1 | 나시모토노미야 모리오사(梨本宮 守脩) | 1819 | 1870      | .    | 1885 |                                                          |
| 2 | 나시모토노미야 기쿠마로(梨本宮 菊麿) | 1873 | 1885      | 1885 | 1908 | 야마시나궁 출신으로, 잠시 양자로 들어와 당주직을 맡았다. |
| 3 | 나시모토노미야 모리마사(梨本宮 守正) | 1874 | 1885      | 1947 | 1951 | 이방자 여사의 부친이다.                                  |

#### 신적강하 대상
나시모토노미야(梨本宮)는 당주 부부가 황적을 이탈하였다.
- 나시모토 모리마사(梨本守正)
- 나시모토 이쓰코(梨本伊都子)

### 가야노미야

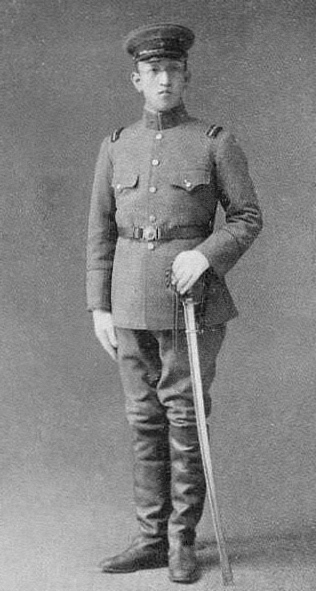
2대 당주 가야 쓰네노리. 생전 계급은 육군 중장까지 올랐다

가야노미야(賀陽宮)는 메이지 시대 중기에 구니궁(久邇宮) 출신 구니노리(邦憲)왕이 창설하였다.

#### 역사
구니궁을 개창한 구니노미야 아사히코의 차남 구니노리는 원래 쿠니노미야를 계승할 예정이었지만, 병약하여 동생에게 양보하였다. 대신 교토에서 새로운 궁가를 개창하여, 메이지 천황으로부터 가야라는 궁호를 하사받았다. 2대 당주 츠네노리는 제2차 세계대전 말엽 육군 중장까지 올랐으나, 전후에는 직접 구청으로 가서 황적 이탈의 수속을 마쳤다. 쓰네노리는 야구 애호가이기도 하였다.

#### 역대 당주
|   | 이름                             | 출생 | 당주 취임 | 은퇴 | 사망 | 비고        |
| - | -------------------------------- | ---- | --------- | ---- | ---- | ----------- |
| 1 | 가야노미야 구니노리(賀陽宮 邦憲) | 1867 | 1896      | .    | 1909 |             |
| 2 | 가야노미야 쓰네노리(賀陽宮 恒憲) | 1900 | 1909      | 1947 | 1978 |             |
| 3 | 가야 노부히코(賀陽 信彦)         | 1922 | 1978      | .    | 1986 |             |
| 4 | 가야 하루노리(賀陽 治憲)         | 1926 | 1987      | .    | .    | 현직 외교관 |

#### 신적강하 대상
당주를 포함해 총 8명이 황적을 이탈하였다.
- 가야 쓰네노리(賀陽恒憲) : 2대 당주
- 가야 도시코(賀陽敏子)
- 가야 구니나가(賀陽邦寿) : 당시 육군 대위였다. 이후 카야 정치경제연구소 소장이 된다.
- 가야 하루노리(賀陽治憲) : 일본 해군사관학교 제75기 졸업. 이후 도쿄대학 법학부를 졸업하고 외교관이 된다.
- 가야 아키노리(賀陽章憲)
- 가야 후미노리(賀陽文憲)
- 가야 무네노리(賀陽宗憲)
- 가야 다케노리(賀陽健憲)

### 아사카노미야

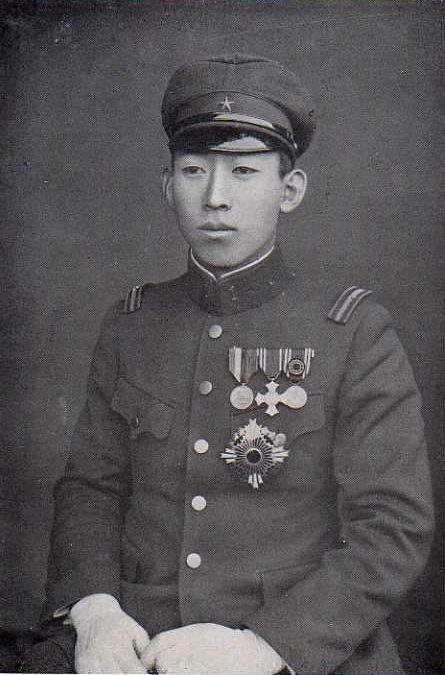
아사카 다케히코. 제2차 세계 대전 이 끝나자 항공회사에 취직하였다

아사카노미야(朝香宮)는 메이지 시대 후기에 구니노미야의 야스히코 왕(鳩彦王)이 창설한 가문이다.

#### 역사
구니노미야 아사히코의 8남 야스히코는 프랑스 유학파로, 군인이 된 후에는 육군 대장까지 올랐다. 그는 전쟁 말엽에 이르러서도 강력히 항전을 주장했다. 황적 이탈 후에는 골프를 즐기기도 하였다. 그의 아들 다케히코는 육군 중령이었는데, 전쟁이 끝나자 도쿄 대학에서 청강생으로 수학하면서 항공 공학을 배워, 일본 항공 운항부에서 근무하기도 했다.

#### 역대 당주
|   | 이름                               | 출생 | 당주 취임 | 은퇴 | 사망 | 비고                                                                       |
| - | ---------------------------------- | ---- | --------- | ---- | ---- | -------------------------------------------------------------------------- |
| 1 | 아사카노미야 야스히코(朝香宮 鳩彦) | 1887 | 1906      | 1947 | 1981 |                                                                            |
| 2 | 아사카 다케히코(朝香 孚彦)         | 1913 | 1981      | .    | 1994 | 도쿄대학교에서 청강생으로 항공 공학을 배워, 일본 항공 운항부에 취직했었다. |
| 3 | 아사카 도모히코(朝香 誠彦)         | 1944 | 1994      | .    | .    |                                                                            |

#### 신적강하 대상
아사카궁은 당주 포함 6명이 황적을 이탈한다.
- 아사카 야스히코(朝香鳩彦) : 초대 당주
- 아사카 다케히코(朝香孚彦) : 당시 일본 육군 중령
- 아사카 도모히코(朝香誠彦)
- 아사카 지카코(朝香千賀子)
- 아사카 후쿠코(朝香富久子)
- 아사카 미네코(朝香美乃子)

### 히가시쿠니노미야

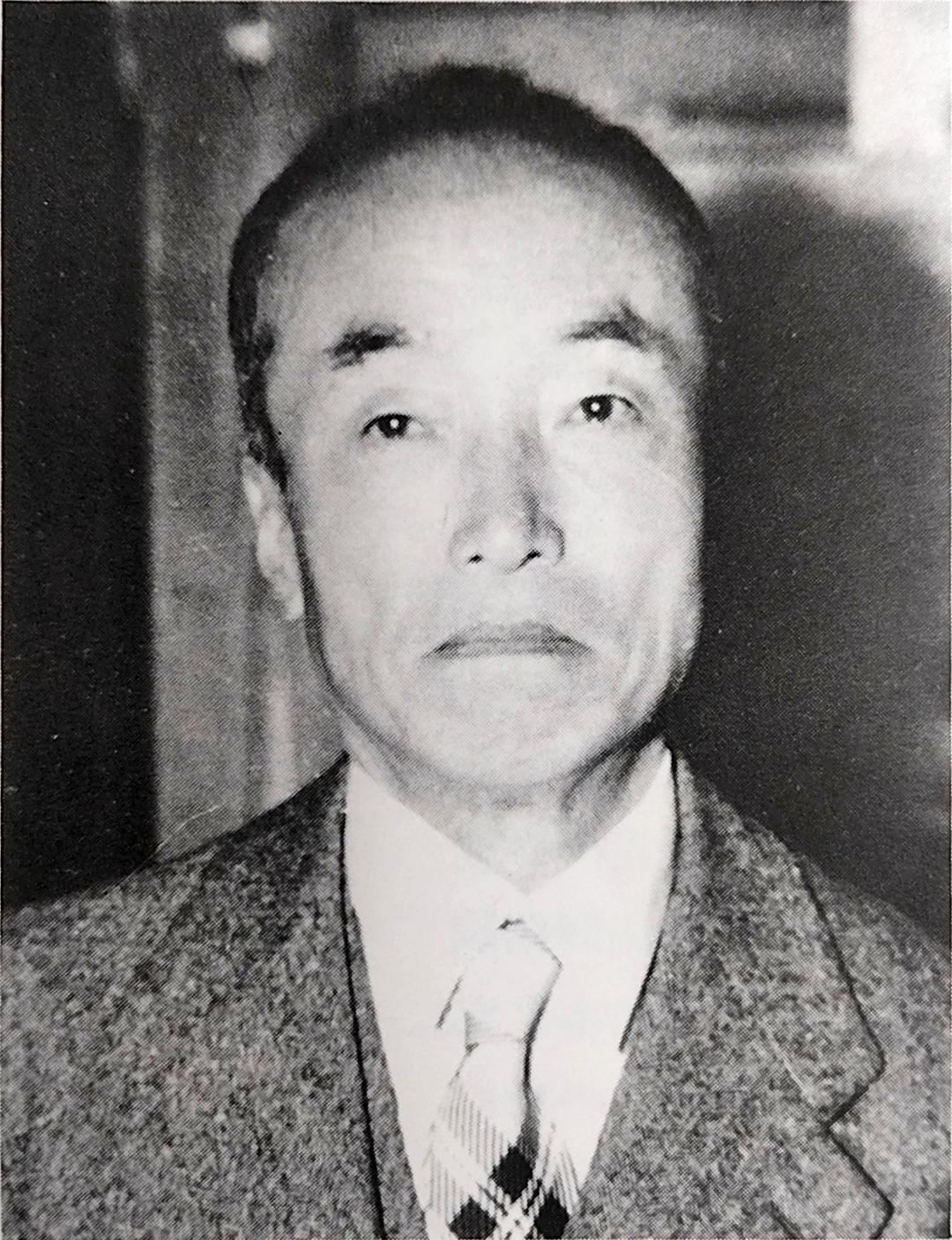
히가시쿠니노미야를 개창한 나루히코. 제2차 세계대전이 일본의 패배로 막을 내리자 내각총리대신이 되어 전후처리에 주력하였지만, 54일이라는 가장 수명이 짧은 정권으로 막을 내렸다

히가시쿠니노미야(東久邇宮)는 메이지 시대 후기에 쿠니노미야의 나루히코왕(稔彦王)이 개창하였다.

#### 역사
구니노미야 아사히코의 9남 나루히코는 당시 황실 관례에 따라 일본 제국 육군에서 복무하여 그 직위가 대장에 올랐다. 제2차 세계대전이 일본의 패배로 끝나자, 그는 쇼와 천황의 부탁으로 헌정 사상 최초이자 유일한 황족 내각을 출범시켰다. 제43대 총리대신으로 취임한 그는 전후처리에 주력하였지만, 연합군 최고 사령부 (GHQ)의 적극적인 민주화 방침에 의해 54일이라는 최단기 정권으로 막을 내렸다. 구황족 중에서는 현재의 천황가와 가장 혈연적으로 가깝기 때문에, 구황족의 복귀문제가 거론될 때마다 항상 유력 후보로 떠오르고 있다.

#### 역대 당주
|   | 이름                             | 출생 | 당주 취임 | 은퇴 | 사망 | 비고                                          |
| - | -------------------------------- | ---- | --------- | ---- | ---- | --------------------------------------------- |
| 1 | 히가시쿠니 나루히코(東久邇 稔彦) | 1887 | 1906      | 1947 | 1990 | 황족으로서는 유일하게 내각총리대신을 역임했다 |
| 2 | 히가시쿠니 노부히코(東久邇 信彦) | 1944 | 1990      | 2019 | 2019 | 나루히코의 손자                               |
| 3 | 히가시쿠니 유키히코(東久邇 征彦) | 1974 | 2019      | .    | .    |                                               |

#### 신적강하 대상
히가시쿠니노미야는 당주 포함 7명이 황적을 이탈하였다.
- 히가시쿠니 나루히코(東久邇稔彦) : 초대 당주. 제 43대 내각총리대신 역임
- 히가시쿠니 도시코(東久邇聡子)
- 히가시쿠니 시게코(東久邇成子)
- 히가시쿠니 모리히로(東久邇盛厚)
- 히가시쿠니 도시히코(東久邇俊彦)
- 히가시쿠니 노부히코(東久邇信彦)
- 히가시쿠니 후미코(東久邇文子)

### 다케다노미야

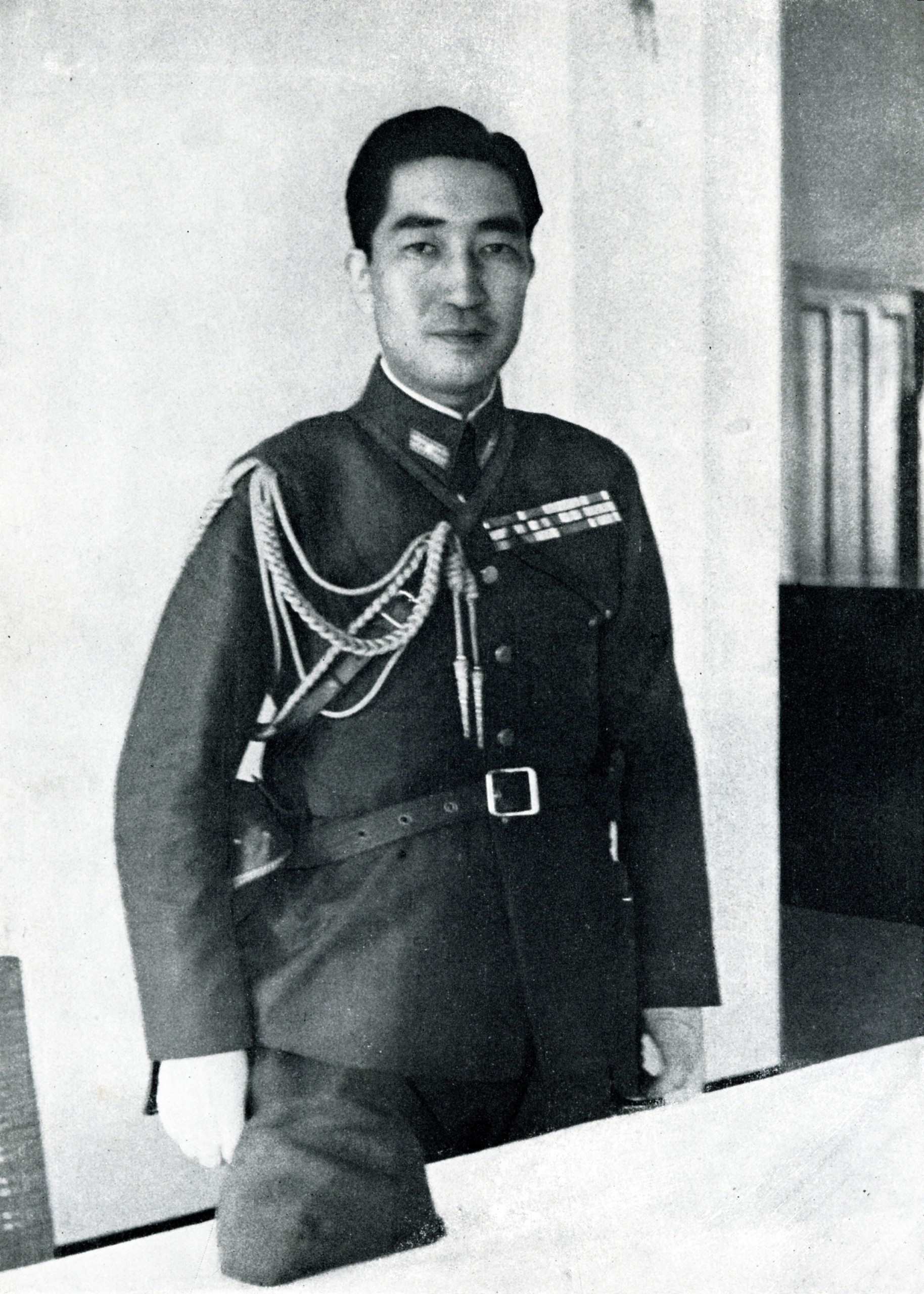
2대 당주 다케다노미야 쓰네요시

다케다노미야(竹田宮)는 기타시라카와궁의 쓰네히사(恒久)왕이 창설하였다.

#### 역사
기타시라카와노미야의 2대 당주 기타시라카와노미야 요시히사의 장남 츠네히사는 육군 중장으로 러일 전쟁에 참전하기도 했다. 2대 당주 쓰네요시는 태평양 전쟁에 적극적으로 참가하였으며, 황적 이탈 이후에는 기계 회사를 설립해 사업에 뛰어들었지만 실패하였다. 이후 쓰네요시는 육군 사관학교 생도 시절에 스케이트를 즐기던 취미를 되살려, 스케이트를 비롯해 각종 스포츠 활동에 뛰어들었다. 국제 올림픽 위원회(IOC)의 위원을 역임하기도 했다.

#### 역대 당주
|   | 이름                               | 출생 | 당주 취임 | 은퇴 | 사망 | 비고                                                      |
| - | ---------------------------------- | ---- | --------- | ---- | ---- | --------------------------------------------------------- |
| 1 | 다케다노미야 쓰네히사(竹田宮 恒久) | 1882 | 1906      | .    | 1919 |                                                           |
| 2 | 다케다 쓰네요시(竹田 恒徳)         | 1909 | 1919      | 1947 | 1992 | 그의 3남 쓰네카즈는 일본 올림픽 위원회 회장을 역임하였다. |
| 3 | 다케다 쓰네타다(竹田 恒正)         | 1940 | 1992      | .    | .    |                                                           |

#### 신적강하 대상
다케다노미야 당주 포함 6명이 황적을 이탈하였다.
- 다케다 쓰네요시(竹田恒徳) : 2대 당주
- 다케다 미쓰코(竹田光子)
- 다케다 쓰네타다(竹田恒正)
- 다케다 쓰네하루(竹田恒治)
- 다케다 모토코(竹田素子)
- 다케다 노리코(竹田紀子)

### 히가시후시미노미야

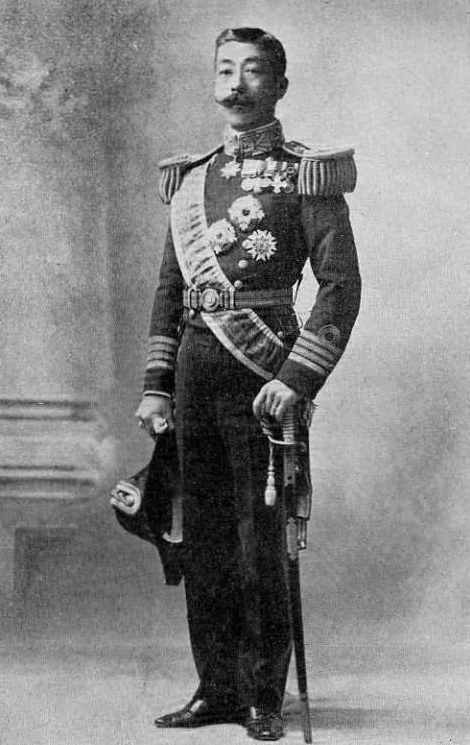
히가시노미야 요리히토

히가시후시미노미야(東伏見宮)는 메이지 시대 후기에 후시미노미야의 요리히토(依仁)친왕이 창설하였다. 남성 후계자가 없어 1대만에 단절되었지만, 화족의 백작가문으로 편입되어 신적강하 때까지 존속하였다.

#### 역사
후시미노미야 쿠니이에의 17남 요리히토는 일본 제국의 해군 장교의 길을 걸었다. 그는 영국의 조지 5세의 대관식에도 참가하는 등 활발한 황실 외교를 펼쳤지만, 아들을 갖지는 못했다. 그의 사망으로 인해 개창했던 히가시후시미궁은 1대만에 단절되었으나, 쇼와 천황의 배려로 화족 중 백작의 작위를 얻어 가문의 맥은 유지할 수 있었다. 이후 쿠니노미야 쿠니요시의 3남 지고(慈洽)가 제사를 맡으면서 가문도 비공식적으로나마 함께 이어가고 있다.

#### 역대 당주
|   | 이름                                       | 출생 | 당주 취임 | 은퇴 | 사망 | 비고 |
| - | ------------------------------------------ | ---- | --------- | ---- | ---- | ---- |
| 1 | 히가시후시미노미야 요리히토(東伏見宮 依仁) | 1876 | 1903      | .    | 1922 |      |

#### 신적강하 대상
히가시후시미노미야에서는 1명이 황적을 이탈하였다.
- 히가시후시미 가네코(東伏見周子) : 1955년에 사망

## 이왕가

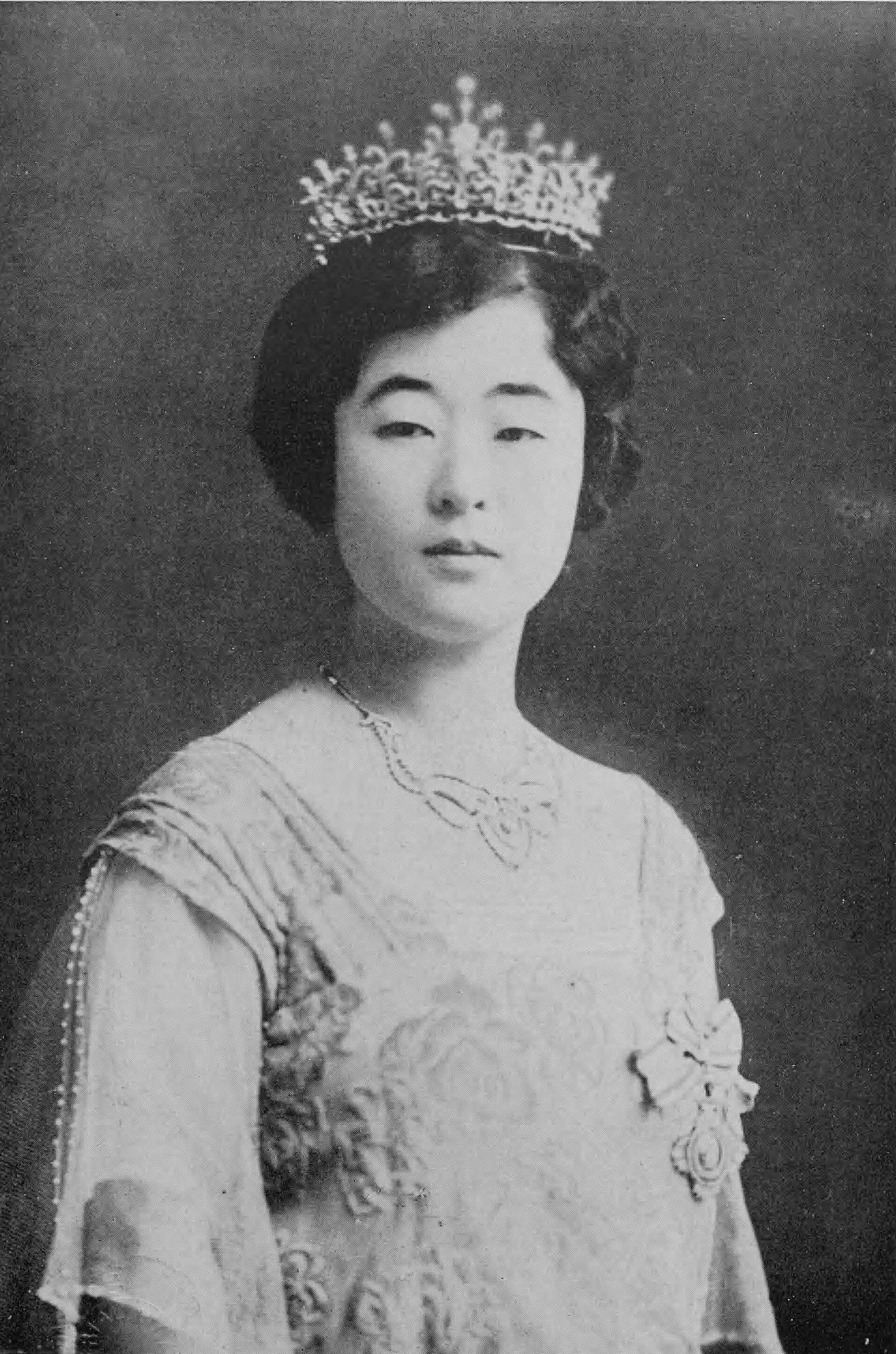
이방자 여사. 1989년에 창덕궁 낙선재에서 사망하였다.

대한제국의 황족들은 한일 병합 이후 왕공족으로 편입되어 일본 황실에 준하는 대우를 받았다. 또한 선일융화(鮮日融和)의 명목 아래 황태자였던 영친왕 이은은 나시모토노미야 모리마사의 딸 마사코와, 덕혜옹주는 쓰시마 후추 번주 가문 출신 화족 소 다케유키(宗武志) 백작과 각각 정략결혼하게 되었다. 마사코는 조선식 이름인 이방자(李方子)로 개명하였는데, 정략결혼을 했음에도 불구하고 부부의 금실은 매우 좋았다.
이후 1926년에 이왕(李王)이었던 순종이 사망하자, 왕세자 이은이 이왕직을 계승하였다. 왕세자 이은은 일본 제국 육군 중장의 직위까지 올랐으나, 조선의 왕실인 이왕가(李王家)도 1947년의 신적강하의 대상에 포함되어, 그 신분과 특권을 모두 잃었다. 이은을 비롯하여 일본에 남아 있던 옛 조선 왕족들은 귀국을 희망했는데, 이들은 이승만 대통령의 반대로 인해 1962년까지 일본에 남겨져 곤궁하게 살아야만 했다.

## 구황족 근황
황적을 이탈한 후에도 황실의 친척이라고 하는 입장에는 큰 변화가 없으며, 황태자비나 내친왕의 남편 등 황족의 배우자를 구할 때에도 늘 주요 후보군으로 물망에 오른다.

### 국영친목회
일본의 구황족들은 황적을 이탈한 후에도 국영친목회(菊栄親睦会)를 결성하여 친목을 도모하였다. 이들은 매해 신정과 일본 천황의 생일 때마다 정기적으로 모이며 현재의 황실 가문들과 교제한다. 정회원은 황족과 구황족 가문의 당주 부부 및 평민 남성과의 결혼에 의해 신적강하된 옛 내친왕 등 37명으로 구성되며, 천황, 황후, 황태자 그리고 황태자비 등은 명예 회원이다.

### 황적 복귀 논란
일부에서는 오랫동안 황실에서 남자 아이를 낳지 못하자, 황위 계승 문제 등과 관련하여 구황족을 다시 황족으로 편입시켜야 한다는 주장까지 제기하였다. 실제로 고이즈미 준이치로 내각 시절에 구황족 중 남자 후손들을 천황이나 황족들의 양자로 용인하는 방안을 진지하게 검토하기도 하였다. 하지만 지난 60여년간 평민으로 지내온 이들을 다시 황족으로 받아들이기는 곤란하다는 반응이 대다수이며, 실제로 현재까지 황적을 이탈했다가 다시 복귀한 사례는 없다.

## 참고 문헌
- 간인 스루히토, 《일본사상의 비록》, 일본민주협회, 1968년
- 다카시 후지타니, 《훌륭한 왕조 : 현대 일본의 권력과 화려한 왕실 행사[30]》, 캘리포니아 대학교 출판사, 1998년
- 다케다 쓰네야스, 《구황족이 말하는 천황의 일본사》,PHP연구소, 2008년

## 같이 보기
- 세습친왕가
- 친왕 선하
- 신적강하
- 제위계승
- 황별
- 만세일계